# Aaron Brown (cestista)
Aaron Cottrel Brown (New York, 24 marzo 1992) è un ex cestista statunitense con cittadinanza americo-verginiana.

## Carriera
Con le Isole Vergini Americane ha disputato i Campionati americani del 2009.